# Religia în Bulgaria

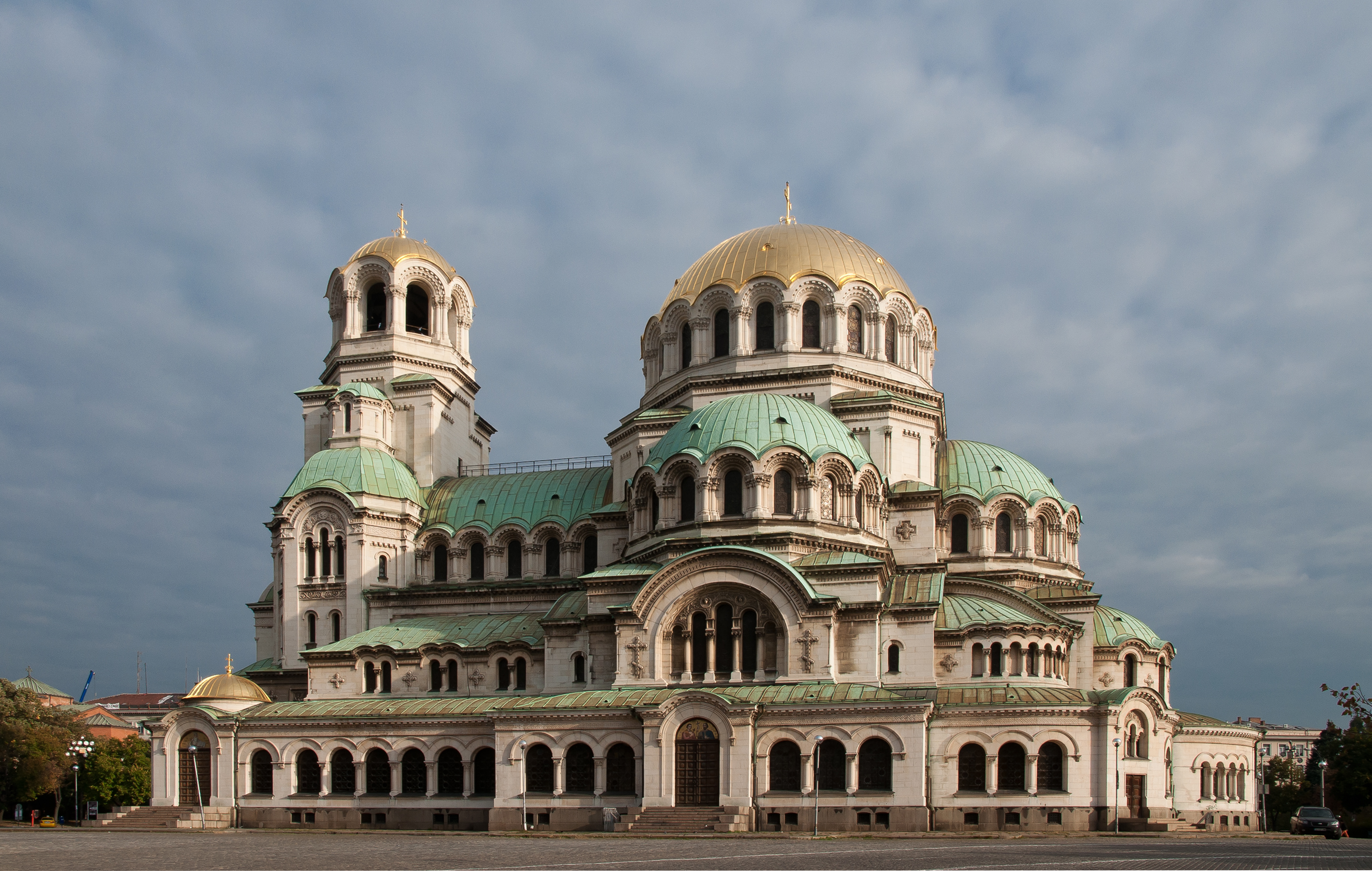
Catedrala Alexandr Nevski din Sofia

Religia în Bulgaria este dominată de creștinismul răsăritean, adoptat în anul 865 de statul bulgar. Principala instituție religioasă este Biserica Ortodoxă Bulgară. În timpul supremației otomane în Balcani, Islamul s-a răspândit în Bulgaria. Catolicismul roman își are rădăcinile în țară din perioada medievală, iar protestantismul a ajuns în secolul al XIX-lea.
În ciuda pluralității religiilor, spre deosebire de Balcanii vestici, în Bulgaria nu a existat nicio confruntare semnificativă între creștinism și islamism (cum a fost cazul în Bosnia, Kosovo, Serbia și Republica Macedoniei în 1990 și 2000). Comunitățile religioase din țară coexistă în pace. Libertatea și egalitatea religioasă sunt incluse în Constituția Bulgariei ca drepturi inalienabile ale fiecărui cetățean.
În capitala Sofia există așa numitul „Triunghi al toleranței religioase”, format din Biserica Sfânta Nedelya, Moscheea Banya Bashz și Sinagoga Sofia, care sunt localizate la câțiva metri unele de altele în centrul orașului.

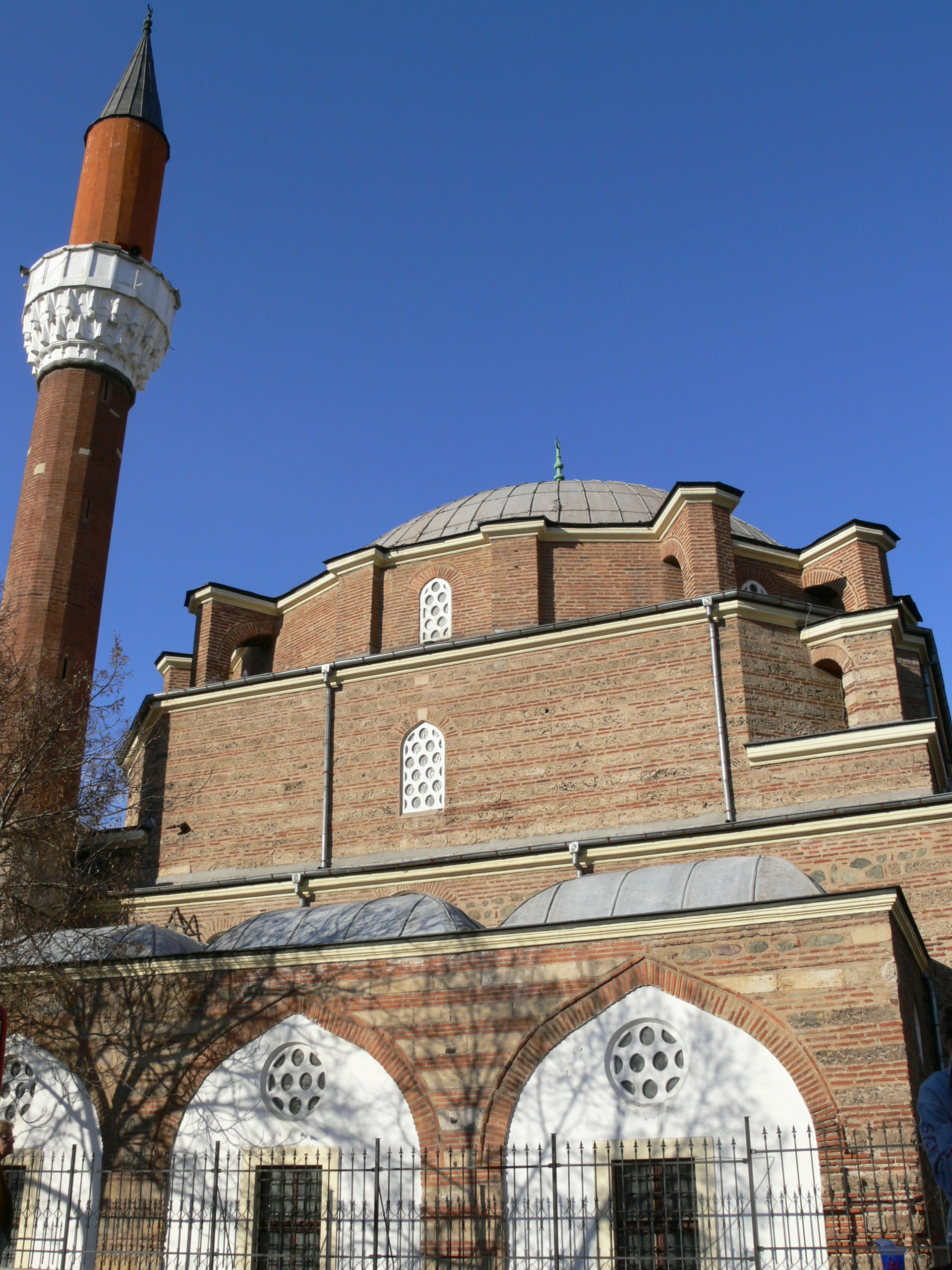
Moscheea Bania Bași, secolul al XVII-lea, ultima moschee din Bulgaria

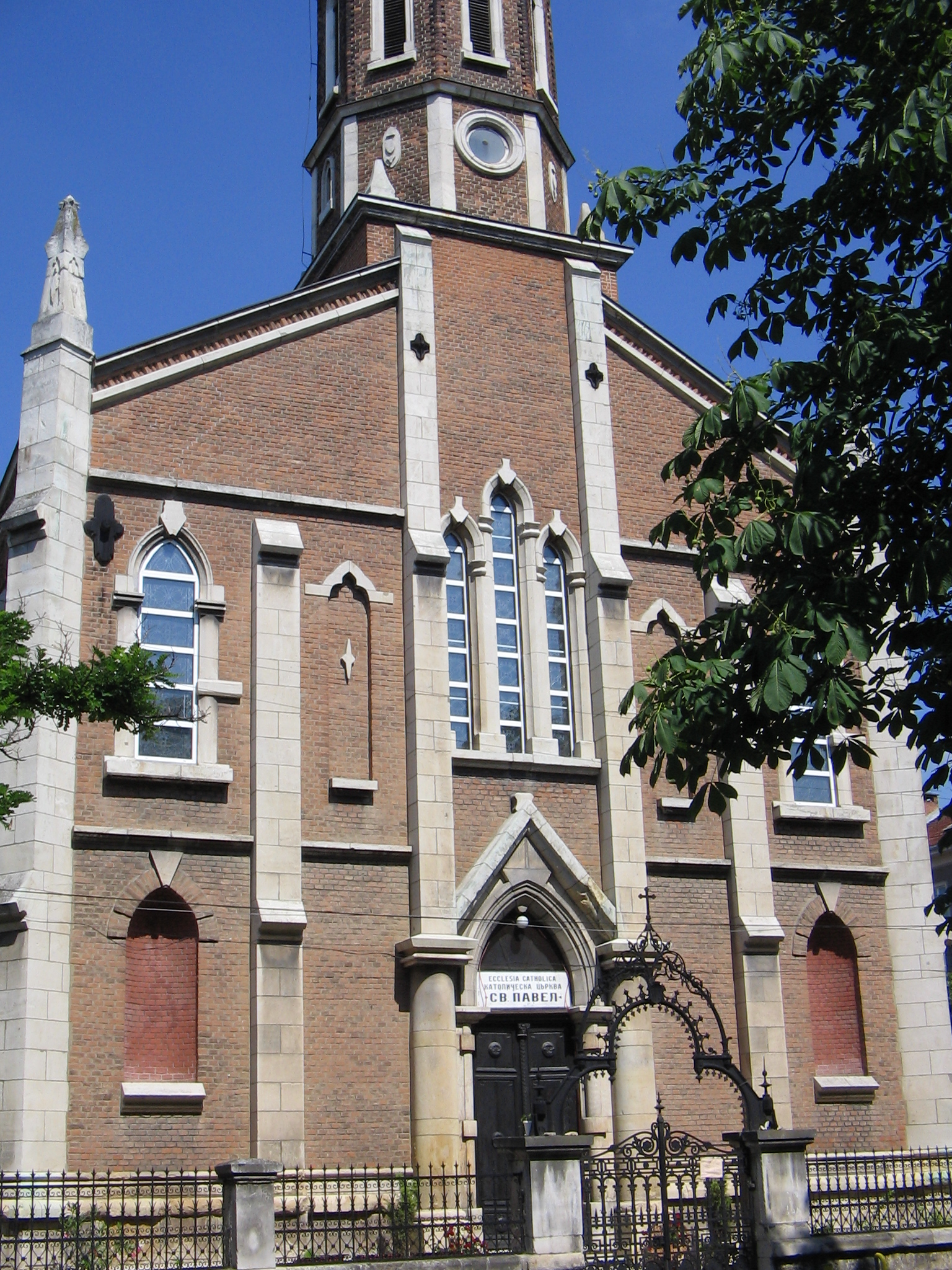
Catedrala romano-catolica Sf. Pavel

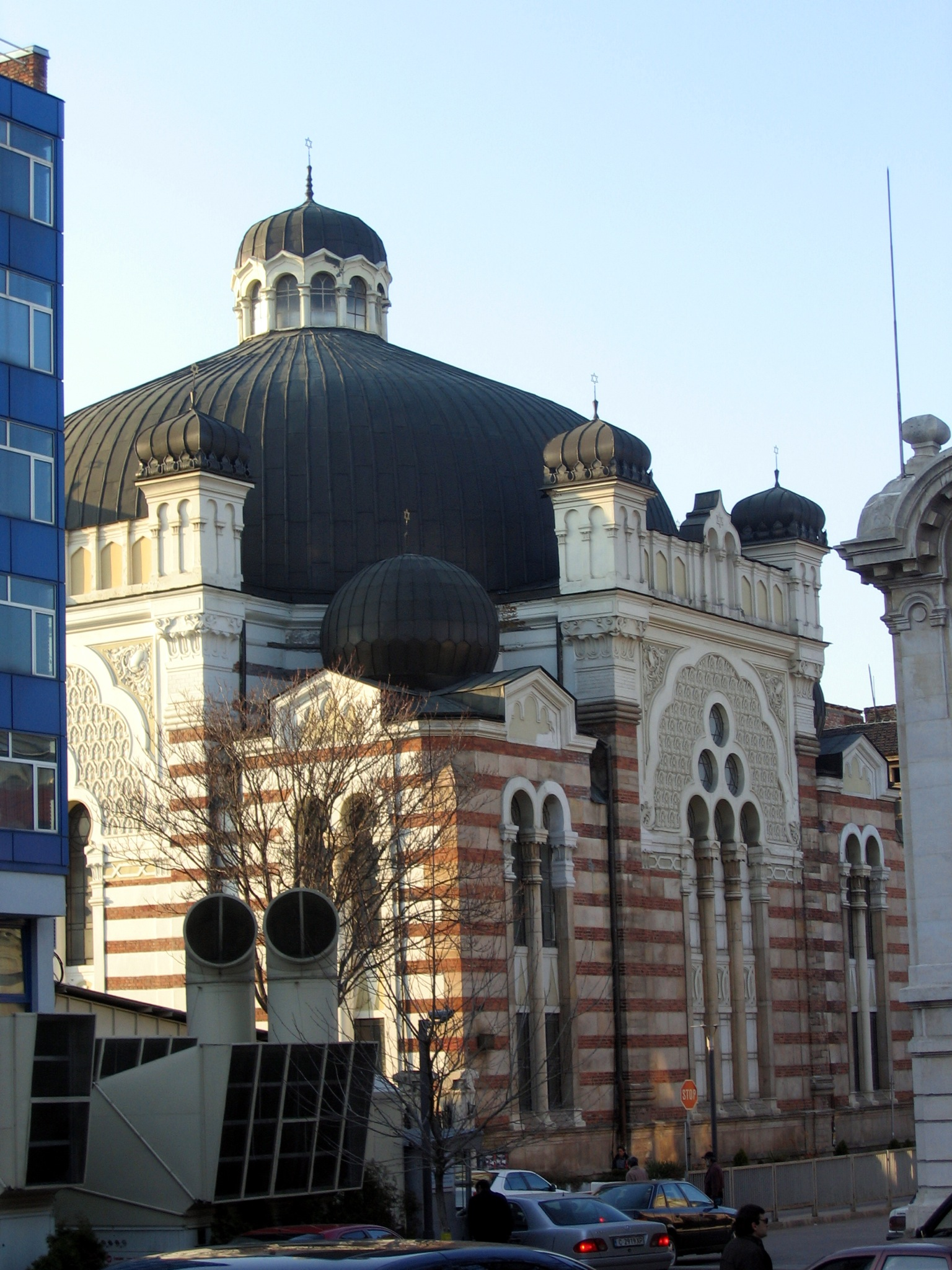
Sinagoga Sofia

Potrivit recensământului bulgar din 2001 privind etnia și religia, cele mai numeroase grupuri religioase din țară sunt:
| Grup religios              | Populație | Procentaj |
| -------------------------- | --------- | --------- |
| Creștini ortodocși bulgari | 6,552,751 | 82.64%    |
| Musulmani                  | 966,978   | 12.20%    |
| Creștini romano-catolici   | 43,811    | 0.55%     |
| Protestanți                | 42,308    | 0.53%     |
| Altele                     | 14,937    | 0.19%     |
| Atei                       | 283,309   | 3.57%     |
| Religie nedeclarată        | 24,807    | 0.31%     |
| Total                      | 7,928,901 | 100%      |

## Creștinismul ortodox
Confesiunea creștină dominantă în Bulgaria este cea creștin-ortodoxă. În afară de Biserica Ortodoxă Bulgară, există în țară lăcașuri de cult susținute de Biserica Ortodoxă Rusă, Biserica Ortodoxă Ucraineană, Biserica Ortodoxă Română și Biserica Ortodoxă Greacă. Bazele creștinismului au fost puse în timpul primului Imperiu Bulgar, sub conducerea lui Boris I, la mijlocul secolului al IX-lea, deși își are rădăcinile în Balcani, încă din secolul I și de la misiunea Apostolului Paul. Ridicarea Imperiului Bulgar a determinat autocefalia Bisericii ortodoxe bulgare, în 919, devenind astfel prima nouă patriarhie care s-a alăturat pentarhiei inițiale. Biserica ortodoxă bulgară este cea mai veche dintre bisericile slave ortodoxe și a avut o influență considerabilă asupra lumii slave ortodoxe, datorită bogatei activității literare și culturale din Evul Mediu, precum și datorită invenției alfabetului chirilic în Bulgaria.

## Islamul
Musulmanii constituie cea mai numeroasă minoritate religioasă din Bulgaria. Islamul este îmbrățișat de minoritatea turcă, de bulgari musulmani și de o mare parte a romilor din Bulgaria. Primele două sunt concentrate în Rodopi, un masiv situat în sudul Bulgariei, dar sunt prezente  în grupuri și în alte regiuni ale țării, de exemplu, turcii din regiunea Ludgorie și pomacii din Rodopi și din câteva sate din nordul Bulgariei.
Islamul a apărut odată cu cucerirea turcilor otomani a Balcanilor în secolele al XIV-lea-, al XV-lea. Importante persoane de origine turcă s-au stabilit în cele mai mari orașe (Plodiv, Sofia, Varna etc), în timp ce țăranii din Anatolia au sosit în Ludgorie și Rodopi. Mulți creștini ortodocși și paulicieni s-au convertit la islam, deseori fără a fi forțați datorită particularităților sistemului otoman millet, însă câteodată și obligați. După „Eliberarea Bulgariei” din 1878, cei mai mulți dintre musulmani au părăsit Bulgaria, însă alții au ales să rămână.
Astăzi, musulmanii formează majoritatea în provincia Kardzhali și Raygrad(majoritatea turci) și provincia Smolzan (cei mai mulți pomaci).

## Creștinismul catolic
Catolicismul roman își are rădăcinile în Bulgaria Evului Mediu. A fost răspândit în rândul bulgarilor de către mineri saxoni bulgarizați („sasi”) în nord-vestul Bulgariei (în jurul Ciprovățului) și de misionarii aflați printre sectanții paulicieni și bogumili, precum și de negustori raguzani în orașele mai mari. Astăzi, mulțimea populației romano-catolice locuiește în provincia Plovdiv, centrată în jurul Rakoviski-ului, precum și în câteva sate din nordul Bulgariei. Bulgarii bănățeni sunt o minoritate din România și Serbia, formată din descendenți ai catolicilor bulgari. În afara bulgarilor, printre catolicii romani se află și mulți străini. 
Biserica Greco-Catolică Bulgară, care a luat ființă sub conducerea arhiepiscopului Iosif Sokolski⁠(en)[traduceți] în secolul al 19-lea, numără în prezent circa 10.000 de credincioși.
În anul 1952 episcopul Eugen Bossilkov a fost arestat de autoritățile comuniste și executat.

## Creștinismul protestant
Protestantismul, în formele lui diverse, a apărut abia în secolul al XIX-lea datorită misionarilor, cei mai mulți din SUA. Astăzi este o confesiune în ascensiune, numărul de membri dublându-se din 1991 până în 2001. Jumătate din protestanții din Bulgaria sunt nou-convertiți la Roma, în timp ce cealaltă jumătate este în majoritatea ei formată din bulgari.

## Creștinismul apostolic armean
Majoritatea dintre cei 10.832 armeni din Bulgaria sunt membri ai Bisericii apostolice armene, care are o eparhie în Sofia. Cei mai mulți apostolici armeni locuiesc în Plovdiv, Sofia, Varna sau Burgas.

## Iudaism
În ciuda numărului actual restrâns (1.363), populația evreiască a Bulgariei a exercitat o influență culturală remarcabilă asupra țării în trecut și păstrează încă o anumită importanță astăzi. Evreii din Bulgaria sunt concentrați în orașele mai mari, cei mai mulți aflându-se în capitala Sofia.

## Libertatea religioasă
Constituția prevede libertatea religiei; totuși, legea interzice practica publică a religiei de grupurile neînregistrate. Constituția desemnează de asemenea creștinismul ortodox răsăritean religia „tradițională”. Au existat plângeri legate de abuzuri sociale sau discriminare bazată pe convingeri sau practici religioase. Discriminarea, hărțuirea sau intoleranța publică generală, în special în mass-media, a unor grupuri religioase au rămas o problemă intermitentă.